# Ялина звичайна (Шепетівський район)
Яли́на звича́йна — ботанічна пам'ятка природи місцевого значення в Україні. Об'єкт природно-заповідного фонду Хмельницької області. 
Розташована в межах Шепетівського району Хмельницької області, на території Староконстянтинівського лісгоспу (Грицівське лісництво, квартал 25, ділянка 12), в урочищі «Вербівці». 
Площа 0,5 га. Статус присвоєно згідно з розпорядженням облвиконкому від 11.06.1970 року № 156 р-б. Перебуває у віданні ДП «Старокостянтинівський лісгосп». 
Статус присвоєно для збереження частини лісового масиву з цінними насадженнями ялини звичайної віком 100 років, заввишки 31 м, діаметром 44 см.